# Anyphops immaculatus
Anyphops immaculatus is een spinnensoort uit de familie van de Selenopidae.
De wetenschappelijke naam van de soort werd in 1940 als Selenops immaculatus gepubliceerd door Reginald Frederick Lawrence.